# ويلا كاثر
ويلا سيبريت كاثر (بالإنجليزية: Willa Cather)‏ (السابع من ديسمبر 1873- الرابع والعشرون من أبريل 1947) هي روائية أمريكية لاقت تقديرا لرواياتها التي تدور حول الحياة على حدود السهول الكبرى ومن تلك الروايات (يا رواد!،1913) و (أغنية القبر، 1915) و (أنطونيا خاصتي، 1922). ومنحت جائزة بوليتزر للفنون عام 1923 لروايتها (واحد منا، 1922)، التي تدور أحداثها أثناء الحرب العالمية الأولى.
نشأت كاثر في ولايتي فيرجينيا ونبراسكا، وتخرجت من جامعة نبراسكا ــ لينكولن، لكنها عاشت وعملت في بيتسبرغ لمدة عشر سنوات. حين بلغت الثالثة والثلاثين انتقلت إلى مدينة نيويورك التي أصبحت فيما بعد مكان معيشتها الرئيسي لبقية حياتها بالرغم من انها سافرت كثيرا وأمضت وقتا طويلا في المصيف الخاص بها في نيو برونزويك في كندا.

## حياتها المبكرة وتعليمها
ولدت ويلا سيبريت كاثر عام 1873م، في مزرعة جدتها لأمها التي تقع في وادي نهر الباك كريك بالقرب من مدينة وينشستر في ولاية فيرجينيا. توفي والدها تشالز فيكتور كاثر عام 1982، والذي عاشت عائلته في أراضي الوادي لستة أجيال متتالية، ولكن تعود أصولهم إلى ويلز، ويُنسب اسم العائلة إلى جبل كادير (سادير) ادريس في جويند. شغلت والدة كاثر ماري فيرجينيا بوك وظيفة معلمة قبل أن تلاقيها المنية عام 1931. انتقلت العائلة -بعد مرور عام من ولادة ويلا- إلى ويلو شيد وهو منزل على غرار بيوت الأحياء اليونانية بمساحة 130 فدان والذي منحه لهم أجداد ويلا لأبيها.
وحين بلغت ويلا التاسعة من عمرها عام 1883 انتقلوا إلى نبراسكا استجابة لطلب والدا تشارلز كاثر الذي أغرته الأرض الخصبة والمسطحة للفلاحة، كما أن العائلة أرادت الهروب من مرض السل الذي كان متفشيا في ولاية فيرجينيا.
حاول والد ويلا زراعة الأرض لثمانية عشر شهرا ولم يحالفه الحظ فغادر بعدها مع عائلتة إلى مدينة ريد كلاود حيث افتتح متجرا للعقارات التجارية والتأمينات وللمرة الأولى التحق أبنائه بالمدرسة.
لقد تأثرت ويلا كثيرا بحالة البيئة والطقس واتساع رقعة البراري في نبراسكا ووالثقافات الأمريكية الأوروبية المتنوعة والمهاجرين وعائلات السكان الامريكيين الاصليين في المنطقة لذا شكل الوقت الذي قضته في حدود الولايات الغربية تجربة تكوينية عميقة في شخصيتها. رأت ويلا اليافعة حدود نبراسكا على أنها «مكان حيث لا يوجد شيء سوى الأرض المسطحة: ليست بلدا على الإطلاق وانما ما تبنى البلدان منها…... بين تلك الأرض وتلك السماء أحسست بالـلاوجود» وتلك هي رؤية شخصية جيم بوردون لحدود نبراسكا في رواية (أنطونيا خاصتي).
أنجبت ماري كاثر ستة أبناء آخرين من بعد ويلا: روسكو ودوغلاس وجيسكا وجايمس وآليس. كانت كاثر مقربة لأخوتها أكثر من أخواتها وقد قالت كاتبة سيرتها الذاتية هرموني لي أنها«لم تكن تميل لأخواتها كثيرا».
صادقت كاثر الزوجين اليهوديين الوينرز اللذان أذنا لها بالدخول المجاني لمكتبتهما الشاملة مما جعلها تحب المطالعة كثيرا.
أصبحت كاثر مساهمة منتظمة في مجلة ولاية نبراسكا بعد أن نشرت المجلة مقالا لها عن توماس كارلايل خلال سنتها الجامعية الأولى. تواصلها المستمر مع الطبيب المحلي د.روبرت، جعلها تقرر أن تصبح طبيبة، لكن خططها تغيرت وتخرجت بدرجة بكالوريوس في اللغة الإنجليزية عام 1894، عوضا عن أن تتخصص في العلوم وتصبح طبيبة.

## حياتها المهنية
انتقلت كاثر إلى بيتسبرغ بعد أن تم تعيينها كاتبة في مجلة المنزل الشهرية، وهي مجلة للنساء تحاكي مجلة ناجحة تدعى منازل السيدات. وبعد مضي عام، أصبحت محررة للبرقيات، وناقدة للدراما في صحيفة قائد بيتسبرغ، وساهمت مرارا بأشعارها وقصصها الخيالية القصيرة للمكتبة وهي دار محلية للنشر. عملت معلمةً للغة اللاتينية وعلم الجبر وتكوين لغة إنجليزية لمدة عام في المدرسة الثانوية المركزية ببيتسبرغ، ثم درست اللغتين اللاتينية والإنجليزية في مدرسة ألجيني الثانوية حيث شغلت منصب رئيسة قسم اللغة الإنجليزية.
ألفت كاثر أيضا خلال السنة الأولى لها في بيتسبرغ عددا من القصص القصيرة منها (تومي غير العاطفي)، التي تحكي قصة فتاة من نبراسكا تحمل اسم صبي وتبدو كالصبية وتنقذ أعمال أبيها المصرفية. ووصفت جانيس بي. ستاوت هذه القصة وأخريات من مثيلاتها لكاثر بأنها «تظهر الفوهة بين أدوار الجنسين الجامدة وتطرح علاجا ملائما للشخصيات التي تحاول أن تضعف التقاليد تدريجيا»
نشرت كل من مكلور وفيليبس وكومباني أول مجموعة قصص قصيرة خيالية لها عام 1905 بعنوان (حديقة القزم)، واحتوت على عدد من أفضل قصصها المشهورة مثل قصة (صباحية واجنر)، و (جنازة النحات)، و (حالة بول).
قررت كاثر الانتقال إلى مدينة نيويورك بعد أن عرض عليها منصب في هيئة تحرير مجلة مكلور، وفي أول عام لها في المجلة كتبت سيرة ذاتية حاسمة عن ماري بيكر إيدي مؤسسة العلم المسيحي. أعدت جورجينا ميلمين لهذه السيرة العديد من البحوث، لكنها لم تكن تملك الموارد الكافية لإنتاج مخطوطة قابلة للنشر فظهر اسمها كاتبةً مشاركة جنبا إلى اسم الكاتبة الرئيسية في كل من الكتاب وسلسلة المنشورات. نشرت مجلة مكلور السيرة تحت عنوان «ماري بيكر جي. ايدي: قصة حياتها وتاريخ العلم المسيحي» في أربع عشرة دفعة خلال ثمانية عشر شهرا، وبعدها تم نشر الكتاب عام 1909 معنونا ب«حياة ماري بيكر جي. ايدي وتاريخ العلم المسيحي».
نشرت مكلور رواية كاثر الأولى (جسر الكساندر) على هيئة سلسلة في عام 1912 ولاقت الرواية نقدا إيجابيا. فقد أثنت صحيفة النيويورك تايمز على «الحبكة الدرامية والمحادثات اللبقة»، وأشارت مجلة أتلانتيك أن الكاتبة «ماهره وبارعة».
أتبعت كاثر رواية الكسندرز بريدج بثلاثية المرج التي شملت (يا رواد!، 1913) و (أغنية القبر، 1915) و (أنطونيا خاصتي، 1922). وأصبحت هذه الأعمال شهيرة جدا وحساسة. واحتفل النقاد الوطنيون بكاثر مثل اتش. إل. مينكن الذي سُعد لكونها كتبت بلغة واضحة، وعن أشخاص عاديين، كما أشاد سنكلير لويس بأعمالها؛ لأنها «جعلت العالم الخارجي يعلم عن نبراسكا مثلما لم يفعل أحد من قبل».
خلال العقد الثاني والثالث من القرن العشرين، وبعد أن تلقت جائزة بوليتزر للفنون في عام 1922 لرواية (واحد منا)، اعترف بها كاتبة أمريكية رائدة. ولكن بحلول العقد الثالث من القرن العشرين بدأ النقاد يعتبرونها«كاتبة رومانسية تحن إلى الماضي ولاتستطيع التأقلم مع الحاضر» ومن أمثال هؤلاء النقاد جراندفيل هاكس الذي اتهمها بالفشل في مواجهة «الحياة المعاصرة على ما هي عليه»، وبالهرب إلى ماضٍ مثالي. انتقدت أعمالها على أنها تفتقر إلى الارتباط بالواقع الاجتماعي خلال أزمتي الكساد الكبير وعواصف الغبار.
وقد أدت سياسة كاثر المحافظة، ومواضيعها المشابهة للمواضيع التي راقت لمينكن، وراندولف، وكارل فان دوم إلى تدهور سمعتها وارتبطت سمعتها بالنقاد اليافعين من أمثال هيكس، وإدموند، ويلسون. أضحت دفاعية بعد أن أحبطتها الانتقادات السلبية لأعمالها واتلفت بعضا من مراسلاتها ومنعت في وصيتها أن تنشر رسائلها لمدة زمنية معينة بعد وفاتها.

## حياتها الخاصة

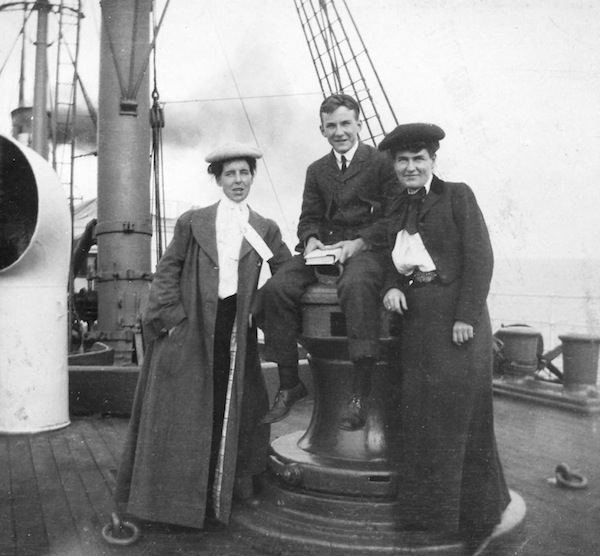
مجموعة فيليب إل وهيلين كاثر ساوثويك

استعارت ويلا اسم «ويليام» بين الفينة والأخرى، وارتدت ملابساً رجالية، عندما كانت طالبة في جامعة نبراسكا في مطلع العقد الأخير من القرن التاسع عشر، وتوجد صورة في أرشيف جامعة نبراسكا تلتقطها وهي ترتدي زي شاب «وبشعر قصير حين كانت موضة شعر الفتيات شعرا طويلا آنذاك».
كما أن أغلب صداقاتها بعد سن البلوغ، كانت مع النساء، من أمثال صديقتها بالجامعة لويس بوند، وايزابيل مكلينج، العضوة البارزة اجتماعيا في بيتسبرغ، والتي سافرت معها إلى أوروبا، وزارتها مطولا في منزلها بتورنتو، بالإضافة إلى مغنية الأوبرا اوليفا فريمستاند، وعازفة البيانو يلتا مينوهين، والجديرة بالذكر المحررة اديث لويس، التي أمضت معها آخر تسع وثلاثين سنة من حياتها.
تظل هوية كاثر الجنسية موضع خلاف بين الأدباء، ففي حين أن العديد منهم يعتقدون أنها مثلية الجنس ويفسرون أعمالها من خلال عدسة نظرية العليل الا أن هناك فريقا ذا صخب عال يعارض بشدة مثل هذه الاعتبارات. فعلى سبيل المثال، كتبت الباحثة جانيت شاريستانيان أن «كاثر لم تصنف نفسها مثلية، كما انها لم ترغب منا أن نفعل ذلك، ونحن لا نعلم ما إذا كانت علاقاتها مع النساء جنسية أم لا. وعلى كل، فإن ادعائنا الذي ينص على ما إذا كان سياق كاثر التاريخي مختلفا فإنها كانت لتختار أن تكتب علانية عن اشتهاء الحب المماثل هو افتراض عفا عليه الزمن».
بدأت علاقة كاثر وايدث في بدايات العقد الأول من القرن العشرين وقد عاشتا معا في عدد من الشقق السكنية في مدينة نيويورك من 1908 وحتى وفاة كاثر في عام 1974. أقامتا في الشقة الخامسة بشارع البانك بقرية جرينويتش في منتهاتن، وأنتقلتا عندما صدر قرار هدم الشقة السكنية، وذلك لبناء خط قطار أنفاق الجادة السابعة في مدينة نيويورك ويطلق عليه حاليا خط 123. أختارت كاثر لويس لتكون الوصية الشرعية على أعمالها الأدبية.
بالرغم من أن كاثر ولدت في عائلة معمودية إلا أنها بدأت في حضور الخدمات الأسقفية عام 1906 والتحقت بالكنيسة الأسقفية عام 1922.
وفي مطلع عام 1922 أمضت كاثر الصيف على جزيرة جراند مانان في نيو برونزويك، كندا وقصتها القصيرة قبل الأخيرة التي تحمل عنوان «قبل الفطور» تدور أحداثها على هذه الجزيرة. ولقد ابتاعت كاثر هناك كوخا على خليج فندي وبالتحديد على خليج صغير يدعى بخليج الحيتان، وكان هذا الكوخ أول منزل تمتلكه. كانت تقدر عزلة الجزيرة، ولم تزعجها حقيقة أن كوخها لم يكن به أنابيب مياه داخلية أو كهرباء، ومن كان يرغب أن يتواصل معها بمقدوره أن يفعل ذلك بالبريد أو البرقيات.
توقفت كاثر عن الذهاب إلى جزيرة جراند مانان عندما انضمت كندا إلى الحرب العالمية الثانية؛ لزيادة صعوبة السفر، ولأنها كانت في فترة نقاهة طويلة لعملية المرارة التي أجريت لها.
كانت كاثر قد أتلفت العديد من مسوداتها القديمة، وأوراقها الشخصية، ورسائلها؛ لأنها تحب خصوصيتها كثيرا. وحددت في وصيتها أن الأدباء بإمكانهم الاقتباس من الأوراق الشخصية التي تبقت غير أنه في أبريل من عام 2003 تم نشر (رسائل مختارة لويلا كاثر) وهي مجموعة مكونة من 566 رسالة كتبتها لأصدقائها، وعائلتها، ومعارفها من الأدباء من أمثال ثورنتون وايلدر وإف. سكوت فيتزجيرالد. وقد جاء هذا النشر بعد عامين من وفاة ابن اخيها الذي كان وصي أعمالها الأدبية الثاني. بينت مراسلات ويلا تعقيدا في شخصيتها، وعالمها الداخلي، ولم تكشف عن أية تفاصيل عاطفية في حياتها الخاصة ولكنها«أوضحت أن تعلقها العاطفي الاولي كان تجاه النساء».

## التأثيرات على كتاباتها
كانت كاثر معجبة بهنري جيمس، واعتبرته «خبيرا استثنائيا باللغة وطالبا حريصا على دراسة السلوكيات والدوافع الإنسانية». عموما، فضلت كاثر الأدباء المنصرمين على الكتاب المعاصرين وخصوصا ديكنز، وثاكيراي، وإيمرسون، وهاوثورن، وبلزاك، وفلوبيرت، وتولستوي.
في حين أن ويلا استمتعت بروايات كل من جورج إليوت، والأخوات برونتي، وجين أوستن، إلا أنها تنظر إلى الروائيات بازدراء وتعتبرهن عاطفيات بشكل مبالغ ومثير للغثيان. ويشير كاتب سيرة كاثر الذاتية جيمس وودريس أنها «عانقت القيم الذكورية تماما إلى الحد الذي جعلها تبدو وكأنها رجل معارض عندما تكتب عن الروائيات» باستثناء الكاتبة المعاصرة سارة اورن جويت، التي أصبحت فيما بعد صديقة كاثر وقدوتها . نصحت جويت كاثر أن تستخدم صوتا أنثويا للروايات الخيالية، لكن كاثر راقت لها الكتابة من وجه نظر الرجل. كما شجعتها جويت لسنوات على أن تكتب عن مواضيع اسمتها «تزعج العقل» ومن أهم تلك المواضيع هو موضوع الناس والتجارب التي تتذكرها كاثر من سنوات حياتها في نبراسكا.ولقد أهدت كاثر رواية (يا رواد!) -أولى رواياتها في ثلاثية المرج- لجويت. كما أعجبت بأعمال كاثرين مانسفيلد وأشادت على قدرتها في «تسليط ضوء ينير عالم العلاقات الشخصية المظلل».
شكل التقدير الذي تكنه كاثر للعائلات المهاجرة- التي تعاني من صعوبات دائمة وتعيش حياة بسيطة على سهول نبراسكا- قدرا كبيرا من رواياتها الخيالية. الجدير بالذكر أن كاثر زارت -في طفولتها- عائلات مهاجرة في حيها وشاركتهم السباق إلى منزلها في «أكثر حالة غير معقولة من الاثارة» وأحست بأنها قد «دخلت جسدا آخرا ليس لها».
عقب رحلة كاثر إلى رد كلاود عام 1916 لزيارة عائلتها، قررت أن تكتب رواية مبنية على أحداث وقعت في حياة صديقة طفولتها آني ساديلك بافيلكا، الفتاة بوهيمية التي أصبحت نموذج الشخصية الرئيسية في رواية (أنطوانيا خاصتي). كما فتنت كاثر بالرواد الفرنسيين الكنديين الذين جاؤوا من كيوبيك واستقروا في منطقة ريد كلاود حين كانت طفلة.
توقفت كاثر في كيوبيك مع اديث لويس لفترة وجيزة في رحلتهما عام 1927 وخلال ذلك الوقت ألهمت كاثر أن تكتب رواية تدور أحداثها في تلك المدينة الفرنسية الكندية. تستذكر لويس الأحداث قائلة بأنه" ومن الوهلة الأولى التي رأت فيها كاثر منظر الاسطح البارزة وأنماط العمارة النورمانية من نافذة فندق شاتو فرونتيناك، لم تتحرك مشاعرها ولم تكن مأخوذة فحسب بل طغى عليها طوفان الذكريات والاعترافات والتقدير للإحساس الفرنسي الاستثنائي كما لو أنه بقي- بمعجزة ما- معزولا وفي منأى عن المساس لسنين طوال على هذه القارة الكبيرة غير الفرنسية .
أنهت ويلا روايتها التاريخية التي تدور أحداثها خلال القرن السابع عشر للميلاد وتحمل اسم (ظلال على الصخرة) عام 1931. وقد أدرجت هذه الرواية في قائمة أكثر 100 كتاب بارز لـ 1924-1944 التابعة لمجلة الحياة. بالإمكان رؤية التأثير الفرنسي على أعمال كاثر الأخرى مثل رواية (يزحف الموت لرئيس الأساقفة) التي اكتملت عام 1927 وايضا روايتها الأخيرة التي لم تتمكن من انهائها وتدور أحداثها في أفنيون.

## أسلوبها الأدبي ومواضيعها
بالرغم من أن كاثر بدأت مهنتها في الكتابة الصحفية، إلا أنها وجدت علامة فارقة بين الصحافة والأدب حيث اعتبرت أولهما إخباريا في الأصل وثانيهما نموذجا فنيا. إن غالبا ما تطغى نبرة الحنين على أعمالها الأدبية، وتستمد مواضيعها، ومحاورها من ذكريات سنواتها المبكرة على السهول الأمريكية. لاقت اتهاما من بعض النقاد يقول بأنها بعيدة عن زمانها وفاشلة في استخدام تقنيات تجريبية في كتاباتها كتيار الوعي ولكن آخرين منهم أشاور بأنها لايمكن أن تتبع نهجا أدبيا ليس لها:
كانت قد شكّلت أفكارها حول الفن وصقلتها قبل أن تكتب أي رواية ولم يكن لديها أسباب لتقتفي أثر جيرترود ستاين، وجايمز جويس - الذين تحترم أعمالهم- أكثر من تلك التي كانت لديهم ليسيروا على خطاها. قدم أسلوبها حلولاً للمشكلات التي كانت تثير اهتمامها.
لقد أرادت أن تقف موقف الحكم بين الصحفيين الذين تُراكم معرفتهم الموضوعية حقائقاً أكثر من تلك التي يمكن أن تلاحظها أية شخصية وبين الروائيين النفسيين الذين يُعد استخدامهم للقصص ذات الطابع غير الموضوعي تشويهاً للموضوعية. لقد طورت نظريتها على قاعدة متوسطة، حيث تنتقي الحقائق من التجارب القائمة على المشاعر وتعرضها من ثمَّ في قالب واضحِ وموضوعي. إن أسلوب كاثر لا يمثل فهرسة متراكمة للصحفيين كما لا يعد تشظيّاً ذرياً للجماعات النفسية.
اعتذر اتش. لي. مينكن لاقتراحه أن ويلا كانت مقلدة موهوبة ولكن غير منطقية لإيدث وارتون، وذلك في مقال كتبه عن ويلا كاثر. وأثنى عليها لتخليها عن إنجلترا الجديدة كمحلية تعود إلى«الغرب الأوسط للكتابة عن الهجرات الكبيرة». كما وصف مينكن رواية (انطونيا خاصتي) بأنها نقلة مفاجئة للامام وكتب قائلا «رواية خطط لها بمنتهى البراعة وكتبت بأسلوب مثير للإعجاب حقا، إنها -ما لم أكن مخطئا- أفضل رواية خيالية تكتبها روائية أمريكية».
يشير الروائي الإنجليزي اي. اس. بايت أن كاثر تجعلنا نلقي نظرة على عالم بشري جديد مع كل عمل تبلور فيه قوام الرواية. حدد بايت بعض المواضيع الرئيسية لكاثر كـ«شروق الشمس وغروبها وقصر أمد الحياة والعلاقة بين الروتين وتمزيق الروتين وهي اللحظة التي 'تموت فيها الرغبة'.» ولاسيما في رواياتها عن الحدود حين كتبت «رعب الحياة … ومفاتنها».
إن للكاتب هنري جيمس تأثير قوي عليها فقد كانت معظم شخصياته تعيش في المنفى ونستطيع أن نرى أن معظم شخصيات كاثر الرئيسية عاشت حياة المهاجرين المنفيين ووهم أشخاص «يحاولون شق طريقهم في ظروف غريبة عليهم».
يقول جوزيف أورجو في كتاب (ويلا كاثر وأسطورة الهجرة الأمريكية) أن كاثر قد أحست برابط بين مشاعرها تجاه النفي عندما عاشت في حدود السهول وبين«إحساس المهاجرين بالتشرد والغربة» وقد كتبت سوزان روساوسكي أن كاثر كانت «أول من منح المهاجرين مكانة بطولية في الأدب الأمريكي البارز».

## سنواتها الأخيرة
كانت آخر زيارة تزور فيها كاثر ريد كلاود عام 1931 لحضور تجمع عائلي عقب وفاة والدتها، والجدير بالذكر أنها بقيت على تواصل مع أصدقائها هناك وأرسلت أموالا لصديقتها آني بفيلكا بالإضافة لعائلات الريف خلال سنوات الكساد.
نشرت كاثرآخر مجموعة قصص خيالية لها تحت اسم (اقدار غامضة) عام 1932، والتي احتوت على إحدى قصصها التي لاقت تقديرا كبيرا وهي (الجار رويزكي). وبعد أن انتقلت ويلا كاثر بمعية اديث لويس إلى شقة جديدة على شارع بارك، بدأت في كتابة روايتها (لوسي جايهارت)، التي كشف عن «سوداوية رؤية كاتبته أثناء دخولها العقد السابع».
عانت كاثر في عام 1983 خسارتين فظيعين أولهما في يونيو عندما توفي أخوها المقرب لها دوغلاس إثر سكتة قلبية، وقد كانت كئيبة ومتصدعة ولم يكن بمقدورها حضور جنازته. وتوفيت ايزابيل مكلينج بعد وفاة أخيها بعدة أشهر. عاشت كاثر وايزابيل معا عندما انتقلت كاثر لأول مرة إلى بيتسبرغ، وعلى الرغم من أن إيزابيل في نهاية المطاف تزوجت وانتقلت مع زوجها إلى تورونتو، إلا أنهما ظلتا صديقتين مخلصتين. وقد كتبت ويلا إلى أصدقائها قائلة بأن جميع كتبها مكرسة لإيزابيل.
تزايدت عزيمة كاثر بالهبوط عندما أصبحت الولايات المتحدة الأمريكية على وشك الدخول في الحرب العالمية الثانية، حيث كتبت في مذكراتها «على ما يبدوا فإنه ليس هناك مستقبل على الإطلاق لأبناء جيلي» وذلك عندما استسلم الجيش الفرنسي لألمانيا النازية.
وفي صيف عام 1940 ذهبت ويلا مع لويس إلى جراند مانان للمرة الأخيرة وهنالك أنهت الرواية التي كانت لتكون آخر رواياتها وهي «سفيرا والفتاة المستعبدة» وتعتبر هذه الرواية ذا نبرة سوداوية ومواضيع سوداوية أيضا مقارنة بأعمال كاثر الأدبية السابقة.إن سفيرا في الرواية تفتقر إلى الحس الأخلاقي وليست شخصا قادرا على التعاطف. بأية حال، لاقت الرواية نجاحا قويا على الصعيد النقدي والتجاري حيث طبع منها 25,000 نسخة مقدما واعتمدها نادي أفضل كتاب للشهر، والذي ابتاع أكثر من 200,000 نسخة.

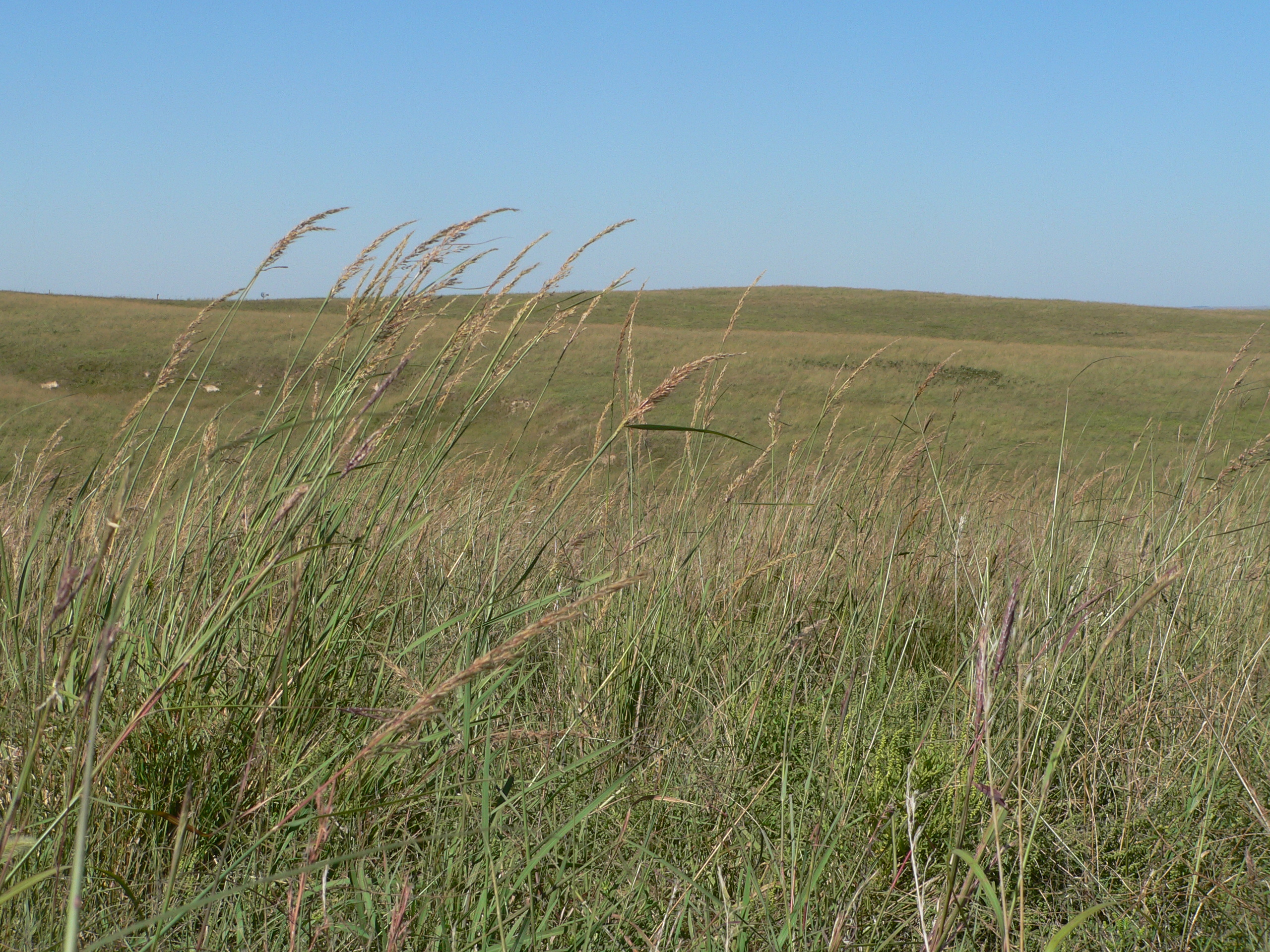
مرج ويلا كاثر التذكاري في مقاطعة وبستر، نبراسكا

بالرغم من أن الوتر الملتهب في يد ويلا عرقل كتاباتها، إلا أنها تمكنت من إنهاء جزء لا بأس به من روايتها التي تدور أحداثها في أفنيون بفرنسا ولكن اديث اتلفت المخطوطة تطبيقا لتعليمات كاثر عندما توفيت. وقد كشفت الأوراق المتبقية، أن كاثر كانت تخطط أن تطلق على الرواية اسم «عقوبات قاسية» وتدور أحداثها في القرن الرابع عشر خلال عهد البابا من انتيبوب بيندكت الرابع عشر.
انتخبت كاثر لتصبح زميلة في الأكاديمية الأمريكية للفنون والعلوم عام 1943، وتلقت الميدالية الذهبية لأدب الخيال عام 1944 من الأكاديمية الوطنية للفنون والآداب، وهي جائزة تمنح مرة كل عشر سنوات لمكافئة المؤلف على إنجازاته بأكملها.
لم تكن ويلا تعاني من أي علة طبية في سنواتها الاخيرة الا ان الاشخاص القريبين لاحظوا انتكاس صحتها، وفي الرابع والعشرين من شهر أبريل لعام 1947 لاقتها المنية في منزلها على شارع بارك في منهاتن؛ بسبب نزيف في الدماغ عن عمر يناهز السابعة والثلاثين.
دفنت كاثر في أرض الدفن القديم الذي يقع خلف دار اجتماع جيفري المركزي بجيفري في نيوهامبشر. ويقبع قبرها الذي تتشاركه مع ايدث في الزاوية الجنوبية الغربية للمقبرة. ولقد زارت كاثر جيفري لأول مره عام 1917 مع إيزابيل مكلينج وأقامتا في نزل شاتوك حيث أتى متأخرا لها إدراك العزلة الضرورية لإنجاز كتاباتها. نقش على شاهد ضريح كاثر التالي:
ويلا كاثر
السابع من ديسمبر 1873 - الرابع والعشرون من أبريل 1947

سيظلا صدق ومحبة روحها العظيمة

حيا في أعمالها التي هي هبتها الباقية

لبلدها وجميع شعبها

«السعادة هي أن نتماهى ونصبح جزءا من شي أعظم وأكمل»

مقتبس من رواية (أنطوانيا خاصتي)

## الإرث والأوسمة

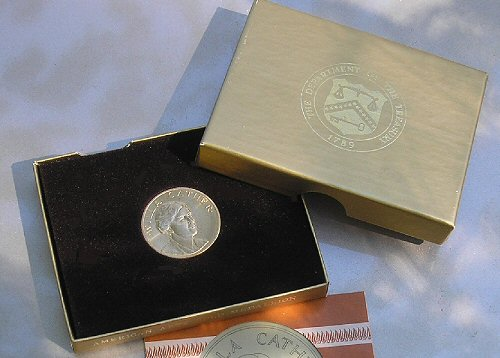
ميدالية كاثر في السلسلة التذكارية للفنون الامريكية

- 1955- تأسست مؤسسة رواد ويلا كاثر التذكارية والتعليمية؛ لتدعم دراسة أعمالها وحياتها، وتحافظ على العديد من المواقع في بلدتها ريد كلاود في نبراسكا ويطلق عليها اليوم اسم مؤسسة ويلا كاثر .
- 1956- افتتح فرع مكتبة من ضمن نظام مكاتب أوماهو العامة باسم ويلا كاثر، ويقع في زاوية الشارع رقم أربعة وأربعين وفي منتصف أوماها بنبراسكا.
- 1962- اختيرت كاثر لينصب تذكارها في قاعة المشاهير لنبراسكا.
- 1973- أصدر بريد الولايات المتحدة طابعا بريديا يحمل صورة ويلا تكريما لها.
- 1981- صاغت مؤسسة صك النقود بالولايات المتحدة ميدالية ذهب ويلا كاثر وتزن نصف أونصة.
- 1986- أدخلت إلى متحف راعية البقر الوطني وقاعة المشاهير.
- 2006- تلقت مؤسسة ويلا كاثر الهبة الوطنية من مؤسسة الإنسانية لتأمين «تطوير عملهم الذي يتضمن المحافظة على قطعة من المروج في نبراسكا تحمل اسم أراضي كاثر، والوصاية على المنزل الذي قضت به طفولتها، وعقد مؤتمراتها، ونشر رسالتها الإخبارية.»
- 2010- قام مسرح ميتروبوليتيان في نيويورك بتقديم مسرحية بعنوان«ويلا كاثر: عندما انشطر العالم لجزئين»، للكاتب والفنان المسرحي توني شليزنجر.
- 2011- أدخلت إلى قاعة مشاهير مؤلفي نيويورك.
- 2014- تكريما لويلا كاثر فقد تم تسمية صغير باندا أحمر في حديقة حيوانات لينكولن للأطفال تيمنا بها.
- تم تسمية أيضا سكن جامعي بجامعة نبراسكا تيمنا بويلا كاثر.

## روابط خارجية
- ويلا كاثر على موقع IMDb (الإنجليزية)
- ويلا كاثر على موقع الموسوعة البريطانية (الإنجليزية)
- ويلا كاثر على موقع إن إن دي بي (الإنجليزية)
- ويلا كاثر على موقع ديسكوغز (الإنجليزية)
- ويلا كاثر على موقع قاعدة بيانات الفيلم (الإنجليزية)